# Como dice el dicho
Como dice el dicho est une série télévisée d'anthologie mexicaine diffusée depuis le 1er février 2011 sur Las Estrellas.

## Synopsis
La série se déroule à Mexico, principalement dans un café appelé «El Dicho», propriété de Don Tomás, où il reçoit l'aide de sa petite-fille Isabel (saisons 1-4) et de ses employés Poncho (saisons 1-5) et Marieta. (saison 4 à présent) 3 Les épisodes sont généralement axés sur les clients qui, la plupart du temps, sont confrontés à un problème très grave.
Tout au long de l'épisode, un dicton est écrit sur l'un des murs blancs de la cafétéria, soit par Don Tomás, l'un de ses employés, soit par un client. Le dicton qui est généralement écrit décrit la situation de ce qui se passe au moment précis où il est écrit.

## Distribution
- Sergio Corona : Tomás León
- Wendy González : Isabel León
- Michael Ronda : Poncho
- Héctor Sandarti : Ramón León
- Brisa Carrillo : Marieta
- Benny Emmanuel : Pato
- Fernanda Sasse : Lupita
- Alan Slim : Miguel
- Mario Bautista : Mario

### Sources
- (es) Cet article est partiellement ou en totalité issu de l’article de Wikipédia en espagnol intitulé « Como dice el dicho » (voir la liste des auteurs).